# Meta van Beek
Meta Martina van Beek (Amsterdam, 11 augustus 1920 – Deventer, 17 september 2021) was de eerste Nederlandse ombudsvrouw.

## Levensloop
Van Beek deed de mulo en de huishoudschool en werd verpleegkundige. Ze was werkzaam in het Emma Kinderziekenhuis en later in de wijkverpleging in Amsterdam. Tijdens de Tweede Wereldoorlog was ze ook verpleegster in Groningen voor krijgsgevangene Duitsers. Als verpleegkundige werkte ze ook twee jaar in Zwitserland. 

Aan de sociale academie richtte ze zich via de richting personeelswerk op arbeidsrecht. Van Beek, die lid was van de Soroptimisten, was werkzaam als bedrijfsmaatschappelijk werkster van de sociale dienst van de gemeente Den Haag toen ze in 1973 vanuit Dolle Mina benaderd werd voor de nieuwe positie van ombudsvrouw vanuit stichting De Ombudsvrouw. Ze begon op 1 mei 1973 in deze rol als aanspreekpunt voor werkende vrouwen met een team van veertien vrijwilligsters. Aanvankelijk zou de proef een jaar duren, maar deze werd al snel verlengd. 

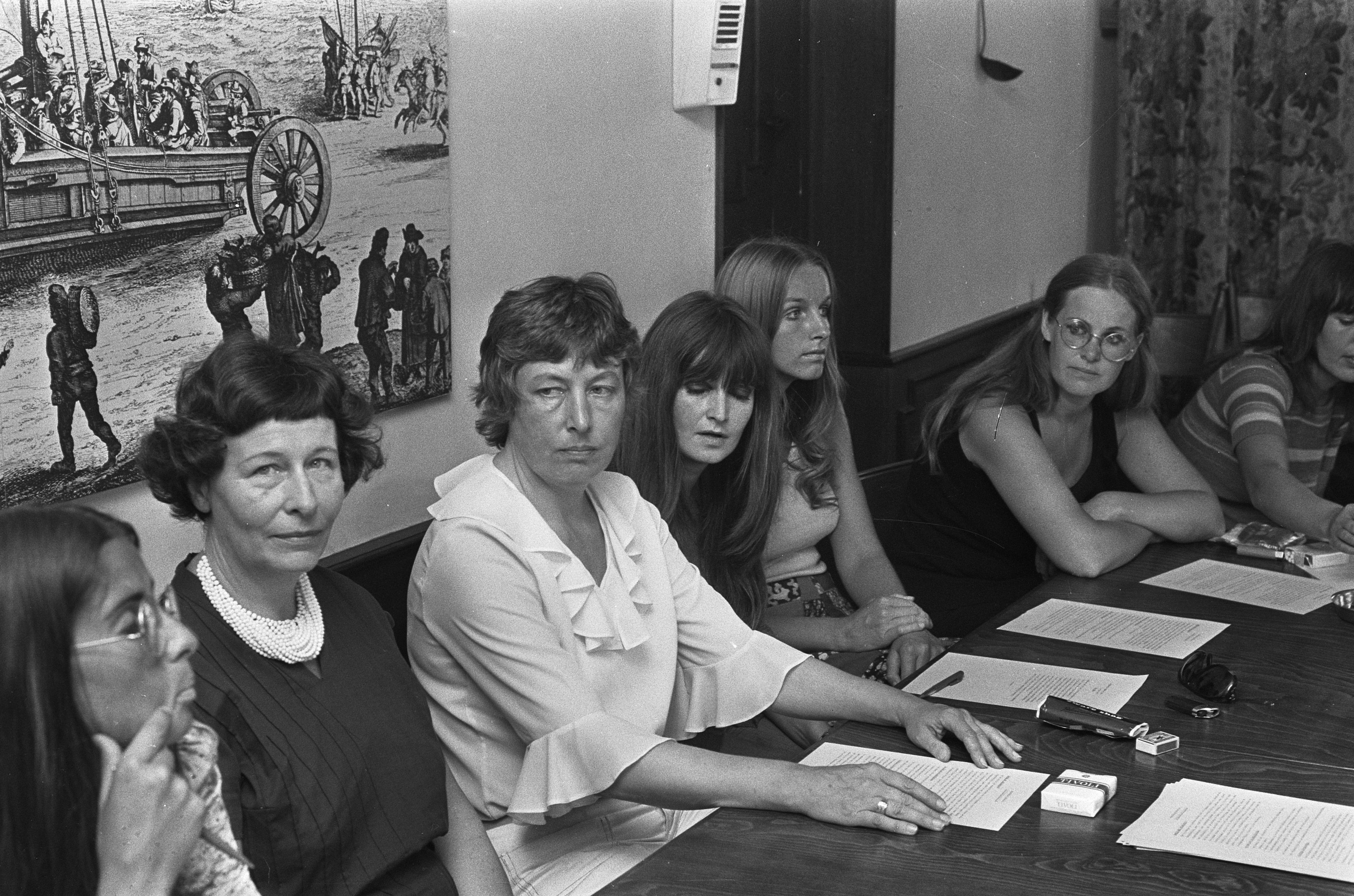
Van Beek (tweede van links) met leden van haar staf bij stichting De Ombudsvrouw in 1973

In 1977 legde ze de functie van ombudsvrouw neer en werd opgevolgd door Annelies van Overbeek.  Bij de Tweede Kamerverkiezingen 1977 werd Van Beek namens D'66 verkozen. Ze nam echter geen zitting in de Tweede Kamer omdat ze geen terugkeergarantie kreeg bij haar werkgever de sociale dienst van de gemeente Den Haag en verwachtte daarna niet meer aan de slag te geraken. Voor haar werd Elida Wessel-Tuinstra geïnstalleerd. Ze verliet Den Haag na een mislukte relatie met een getrouwde man en ging medio jaren 1980 bij de arbeidsinspectie in Deventer werken. Daar bleef ze ook na haar pensionering wonen. Ze was actief binnen de Deventerse afdeling van Alliance Française waar Van Beek in 2011 tot erelid werd benoemd.
Van Beek overleed op 17 september 2021 op 101-jarige leeftijd.